# Angelo Zanolli
Angelo Zanolli (Napoli, 17 settembre 1936 – 14 novembre 1999) è stato un attore italiano.

## Filmografia
- Kean - Genio e sregolatezza, regia di Vittorio Gassman (1957)
- La grande strada azzurra, regia di Gillo Pontecorvo e Maleno Malenotti (1957)
- Racconti d'estate, regia di Gianni Franciolini (1958)
- Ercole e la regina di Lidia, regia di Pietro Francisci (1959)
- Arrangiatevi, regia di Mauro Bolognini (1959)
- Tempi duri per i vampiri, regia di Steno (1959)
- Morgan il pirata, regia di André De Toth e Primo Zeglio (1960)
- Maciste nella Valle dei Re, regia di Carlo Campogalliani (1960)
- Ljuvlig är sommarnatten, regia di Arne Mattsson (1961)
- Una domenica d'estate, regia di Giulio Petroni (1962)
- Maciste all'inferno, regia di Riccardo Freda (1962)